# Pedro de Tapia y Rivera
Pedro de Tapia y Rivera fue un alto funcionario y mecenas literario español de los siglos XVI y XVII. 

## Orígenes y familia
Nació en la segunda mitad del siglo XVI en Madrigal de las Altas Torres. Pertenecía a una familia hidalga originaria de Arévalo. Casó en Loja en 1590 con Doña Clara del Rosal Alarcón. Fundaron un mayorazgo en el que se vinculó la alcaidía de la Fortaleza de Loja y el señorío de Villanueva de Tapia. El matrimonio tuvo tres hijos, Rodrigo de Tapia y Alarcón, Ana y Antonia. Tapia y su mujer fueron los fundadores del convento de Santa Cruz de franciscanos descalzos de San Pedro de Alcántara en Loja. En el presbiterio de la iglesia se encuentran las estatuas orantes de ambos cónyuges, en sendas hornacinas laterales al altar mayor.

## Estudios y carrera pública
Se graduó como licenciado en Leyes y al terminarlos desempeñó el puesto de oidor en las chancillerías de Valladolid y Granada. En 1595 fue nombrado oidor de la Contaduría Mayor de Hacienda. Gracias a su cercanía con el duque de Lerma, valido de Felipe III, empezó a ser un personaje influyente desde los inicios del reinado de ese monarca. El 3 de noviembre de 1598 recibió el título de fiscal del Consejo Real y en 1600 entró a formar parte del Consejo de Castilla. También fue miembro del Consejo de la Inquisición. Su influencia llegó a su fin desde los mismos inicios del reinado de Felipe IV, quien lo hizo retirarse a su casa. Según relató Francisco de Quevedo, "Ocasionó en Pedro de Tapia alguna reprensión la opulencia de sus casas, que le sirvieron más de acusación que de alojamiento". El conde de Villamediana, quien le había dedicado a Tapia varias sátiras en su comedia El favor agradecido, escribió también unos versos burlándose de su caía, los cuales decían: "Tapia muera emparedado / entre tapias de su casa/ porque las hizo sin tasa, / con ser hombre aprovechado."

## Mecenas literario y artístico
Tapia fue mecenas de Lope de Vega y de Miguel de Cervantes, el cual dedicó su único libro de poesía Viaje del Parnaso a su hijo Rodrigo de Tapia. Además de su relación con la literatura, su nombre tiene un destacado lugar en la historia del arte, como deja constancia una placa en la Plaza Mayor de Madrid, ya que fue superintendente en las obras de realización de dicha Plaza y responsable directo de la buena marcha de la construcción.